# 17942 Вайтреббіт
17942 Вайтреббіт (17942 Whiterabbit) — астероїд головного поясу, відкритий 11 травня 1999 року.
Тіссеранів параметр щодо Юпітера — 3,519.